# Ocean Vuong
Vương Quốc Vinh, conosciuto con il nome d'arte Ocean Vương (Ho Chi Minh, 14 ottobre 1988), è un poeta e scrittore vietnamita naturalizzato statunitense.

## Biografia
Nato a Ho Chi Minh nel 1988, quando aveva 18 mesi la sua famiglia si è trasferita negli Stati Uniti, ad Hartford, nel Connecticut, ed è stato cresciuto dalla madre, dalla nonna e da una zia.
Dopo aver conseguito un B.A. al Brooklyn College, nel 2016 ha ottenuto un Master of Fine Arts all'Università di New York.
Nel 2010 ha esordito con la raccolta di liriche chapbook Burnings, alla quale hanno fatto seguito No nel 2013 e Cielo notturno con fori d'uscita tre anni dopo, grazie alla quale ha ottenuto il Forward Poetry Prize per la migliore raccolta di debutto nel 2017.
Il suo primo romanzo, Brevemente risplendiamo sulla terra, connubio tra romanzo di formazione, memoir e autofiction, è uscito nel 2019 negli Stati Uniti.
Vive a Northampton e insegna alla University of Massachusetts Amherst.

## Opere principali

### Romanzi
- Brevemente risplendiamo sulla terra (On Earth We're Briefly Gorgeous, 2019), traduzione di Claudia Durastanti, Milano, La Nave di Teseo, 2020, ISBN 978-88-34601-32-7.
- L'imperatore della gioia (The Emperor of Gladness, 2025), traduzione di Norman Gobetti, Milano, Guanda, 2025.

### Poesie
- Burnings (2010)
- No (2013)
- Cielo notturno con fori d'uscita (Night Sky with Exit Wounds, 2016), traduzione di Damiano Abeni e Moira Egan, Milano, La Nave di Teseo, 2019, ISBN 978-88-93442-40-4.
- Il tempo è una madre (Time is a mother, 2022), traduzione di Damiano Abeni e Moira Egan, Milano, Guanda, 2023.

## Premi e riconoscimenti
- Pushcart Prize: 2014
- Premi Whiting: 2016 vincitore nella categoria "poesia"
- Forward Poetry Prize: 2017 vincitore nella sezione "Miglior raccolta di debutto" con Cielo notturno con fori d'uscita
- T. S. Eliot Prize: 2017 vincitore con Cielo notturno con fori d'uscita[13]
- MacArthur Fellows Program: 2019[14]
- Premio PEN/Faulkner per la narrativa: 2020 finalista con Brevemente risplendiamo sulla terra[15]
- American Book Awards: 2020 vincitore con Brevemente risplendiamo sulla terra[16]